# Church of St Catherine of Italy

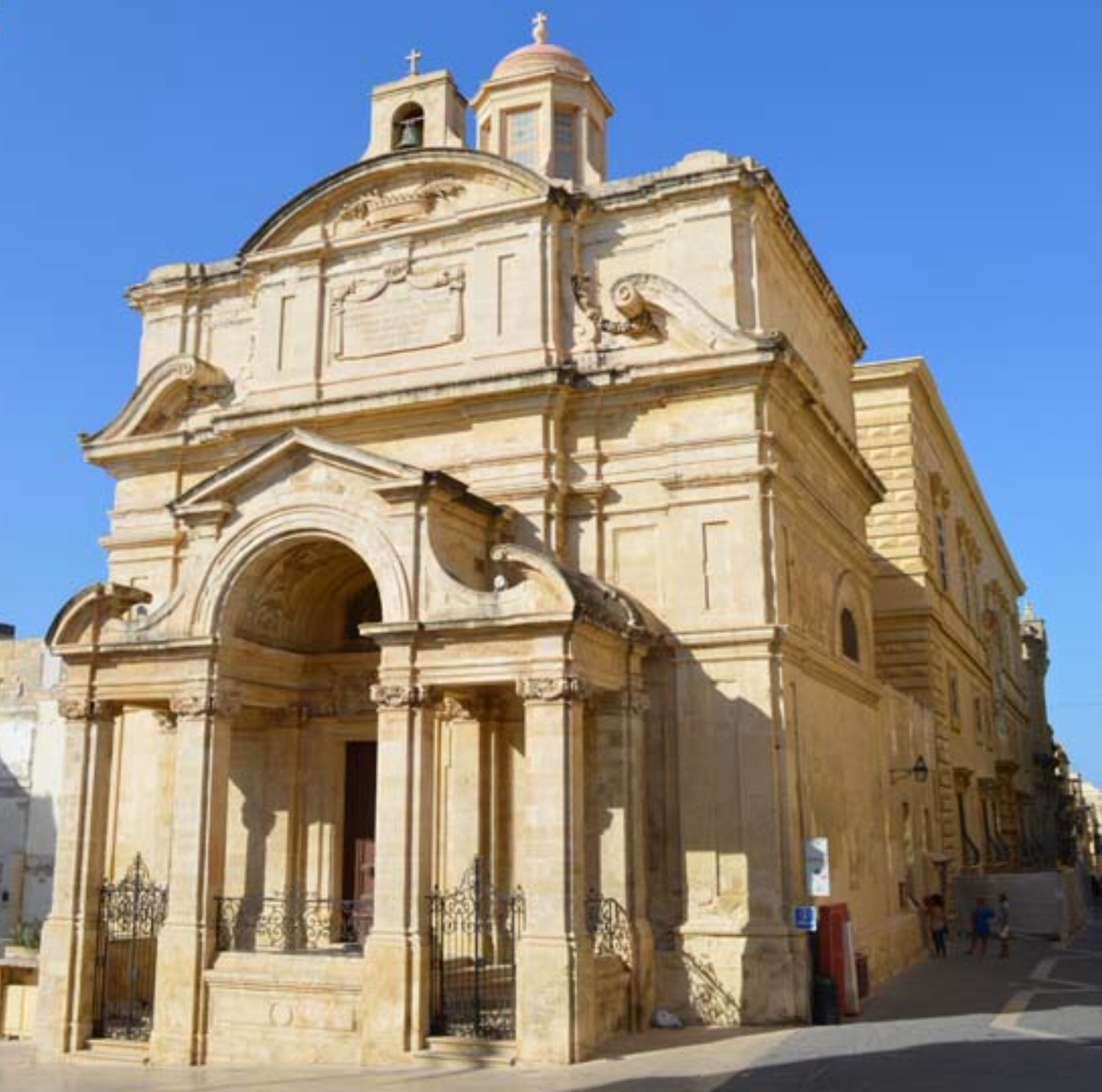
Church of St. Catherine of the Langue of Italy

Die Church of St. Catherine of the Langue of Italy (maltesisch Knisja ta’ Santa Katerina tal-Italja) ist ein römisch-katholisches Kirchengebäude in der maltesischen Hauptstadt Valletta. Sie steht unter dem Patrozinium der heiligen Katharina von Alexandrien.
Die Kirche ist im National Inventory of the Cultural Property of the Maltese Islands unter der Nummer 569 aufgeführt und steht als Grade-1-Bauwerk unter Denkmalschutz.

## Geschichte
Die Kirche war bestimmt für die italienischsprachigen Ritter des Malteserordens, deren Auberge, die Auberge d’Italie, sich unmittelbar an die Kirche anschloss. Sie wurde 1576 nach Plänen des Ordensarchitekten Gerolamo Cassar erbaut und 1638 vergrößert. Der Portikus wurde 1710 von Romano Carapecchia (1668–1738) hinzugefügt.
Mit Dekret der Konsistorialkongregation vom 10. Oktober 1966 wurde die Kirche für die Seelsorge der italienischen Gemeinschaft auf Malta bestimmt. 2003 wurde die Fassade restauriert, 2011 das Innere der Kuppel.

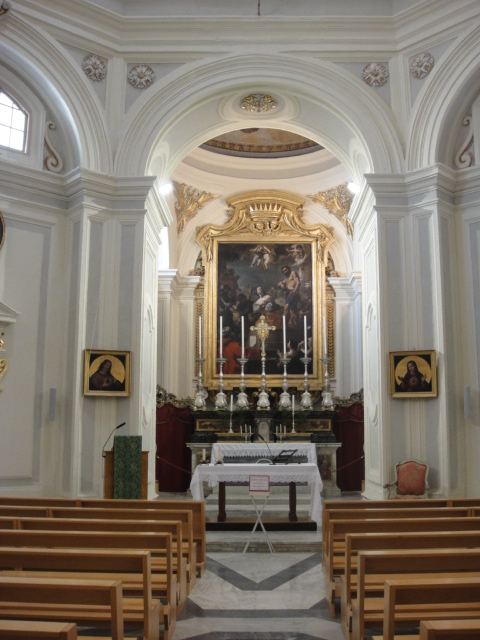
Inneres der Kirche

## Beschreibung
Die Kirche hat einen achteckigen Grundriss. Im Inneren findet sich ein marmorner Fußboden. Es gibt drei Altäre in der Kirche.